# Marcos Galvão

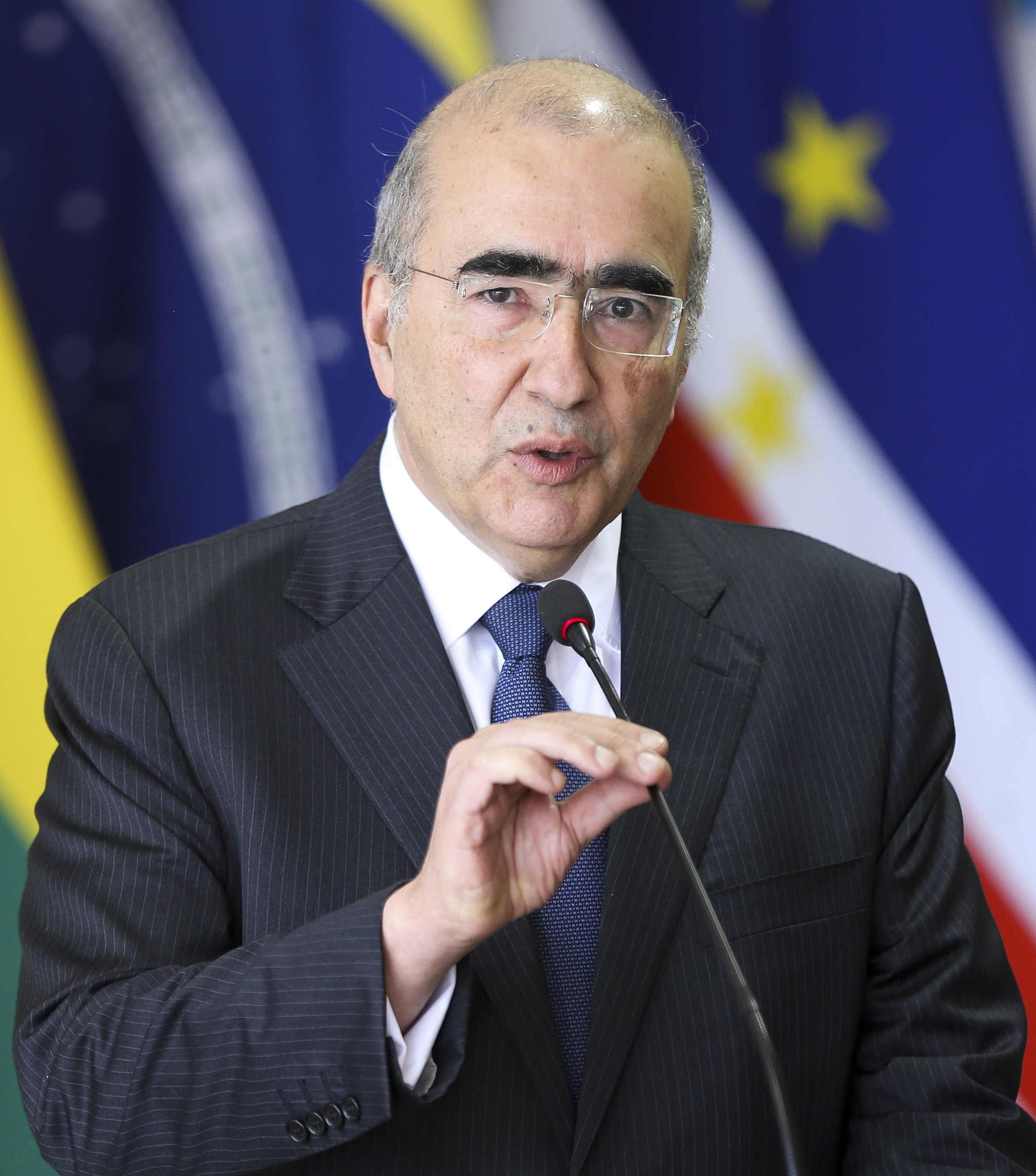
Marcos Galvão

Marcos Galvão ist ein brasilianischer Diplomat.

## Leben
Im Laufe seiner Karriere diente Galvão in verschiedenen Stationen im Außenministerium. Dazu gehörten Dienste in der Botschaft in Washington von 1984 bis 1987 und 2001 bis 2005, Asunción von 1987 bis 1989 und London von 1995 bis 1998. Er war von 2011 bis 2013 Botschafter in Japan und von 2013 bis 2018 Ständiger Vertreter bei der Welthandelsorganisation. Von 2016 bis 2018 war er auch Generalsekretär des Außenministeriums. Von Februar 2019 bis Juli 2022 war er Botschafter Brasiliens bei der Europäischen Union. seit August 2022 ist er Botschafter in China.
Am Rio-Branco-Institut, der Diplomatenakademie Brasiliens, war er Professor für Brasilianische Außenpolitik und diplomatische Sprache.